# 南克里斯塔尔
南克里斯塔尔是巴西南大河州的一个市镇。总面积97.716平方公里，总人口2967人，人口密度30.4人/平方公里。